# Stephen Street
Stephen Brian Street (Hackney, Londres; 29 de marzo de 1960), más conocido como Stephen Street, es un productor discográfico británico, conocido por su trabajo con bandas como The Smiths en la década de los 80, los irlandeses The Cranberries y Blur (siendo llamado en ocasiones el quinto miembro de Blur) en la década de los 90.
Street también colaboró con Morrissey en algunos de los trabajos más populares de este después de la separación de The Smiths, tocando instrumentos y coescribiendo canciones. Como productor, Street es más un músico que un ingeniero de grabación, por lo tanto influenciando el sonido de los grupos con los que ha trabajado.